# Nesreče na gori K2 (1986)
1986 K2 nesreča se nanaša na časovno obdobje med 6. in 10. avgustom leta 1986, ko je na gori  K2 v Karakorumu med hudo nevihto umrlo 5 alpinistov. V tednih pred katastrofo je umrlo še 8 alpinistov, torej je skupno število žrtev tega leta bilo 13.

## 21. junij – 4. avgust 1986
Do prvih žrtev tega poletja je prišlo med člani Ameriške odprave na goro. Tako kot še veliko drugih odprav, so hoteli vrh doseči po do takrat še ne preplezani in tehnično zelo zahtevni smeri v južnem stebru gore, imenovani tudi ˝Magic line˝. Vodja ekipe John Smolich in Alan Pennington sta umrla pod plazom 21. junija. Truplo Penningtona so izkopali plezalci ki so bili priča nesreči, medtem ko Smolich-a še niso našli. Ostali del ekipe je zapustil goro kmalu po nesreči.
23. junija sta francoska alpinista Liliane and Maurice Barrard dosegla vrh gore, le 30 minut za njuno kolegico in članico odprave Wando Rutkiewicz, ki je tako postala prva ženska ki je dosegla vrh K2 . Obe ženski, Wanda in Liliane sta plezali brez dodatnega kisika. Ko se je zvečerilo, so bili vsi trije, skupaj s članom odprave Michelom Parmentierom in še dvema španskima alpinistoma, Mari Abrego in Josema Casimiro, primorani izdelati zasilni bivak malo pod vrhom gore. Vseh šest je preživelo noč, med sestopom pa so izgubili stik z zakoncema Barrard. Lilianino truplo so odkrili 3 tedne kasneje, truplo Maurica pa niso našli vse do leta 1988.
Poljski alpinist Tadeusz Piotrowski je omahnil v smrt po uspešno osvojenem vrhu preko centralnega rebra v južni steni 10. julija. Šest dni kasneje je italijanski solo plezalec Renato Casarotto padel v razpoko po neuspešnem poskusu v južno zahodnem stebru. Iz razpoke so ga rešili, vendar je kmalu zatem podlegel poškodbam. 3. avgusta je Wojciech Wroz, član kombinirane Češko - Poljske ekipe, uspešno dosegel vrh preko južno zahodnega stebra brez uporabe dodatnega kisika. Med sestopom je zdrsnil na fiksni vrvi in omahnil v smrt. 4. avgusta je Mohammed Ali, član južnokorejske odprave umrl zaradi padajočega kamenja na Abruzzi grebenu. Zaradi zahtevnih vremenskih razmer je bilo tekom poletja še veliko primerov poškodb in skorajšnjih smrti.

## 6. avgust – 10. avgust 1986
Alan Rouse je bil vodja britanske odprave. Pridobil je dovoljenje za plezanje na zahtevnem severno-zahodnem grebenu namesto običajne smeri čez Abruzzi greben. Po več neuspešnih poskusih postavitve baznega tabora na gori, se je ekipa razpustila, na gori sta ostala le Rouse in Jim Curran. Curran se je vrnil v bazni tabor, Rouse pa se je odločil ostati in poskušati še naprej.
Rouse-ova ekipa ni bila edina ki se je soočala s težavnostjo osvojitve vrha K2. Ko so Rouse in njegova ekipa poskušali  na severno zahodnem grebenu, so tudi druge odprave poskušale v različnih smereh, z dodatnim kisikom ali pa brez. Ko je Rouse-ova ekipa zapustila goro, je združil moči s šestimi alpinisti, to so bili:  Avstrijci Alfred Imitzer, Hannes Wieser, Willi Bauer in Kurt Diemberger, Poljakinja Dobroslava Miodowicz-Wolf in Anglež Julie Tullis. Želeli so doseči vrh po normalki, in to brez dovoljenja. 
Na novo oblikovana ekipa je dosegla bazni tabor številka 4, zadnji pred vrhom. Zaradi še zdaj ne čisto jasnih razlogov, so se odločili da počakajo en dan preden napadejo vrh. Kljub vse slabšim vremenskim razmeram, sta se Rouse in Wolfova  4. avgusta odločila poskusiti osvojiti vrh. Wolfova  se je hitro iztrošila in obrnila proti baznemu taboru, zato je Rouse nadaljeval sam. Dva avstrijska alpinista, Wili  Bauer in Alfred Imitzer sta ga ujela kakšnih 100 višinskih metrov pod vrhom. Skupaj so okrog  4. ure popoldan 4. avgusta dosegli vrh. Rouse je bil prvi anglež na vrhu K2. Med sestopom kakšnih 500 m pod vrhom so našli Wolf-ovo spečo v snegu ter jo prepričali da sestopi v bazni tabor. Srečali so tudi Kurta Diembergerja in Julie Tullis, ki sta se še vzpenjala, neuspešno so ju prepričevali naj sestopita.  Vrh sta dosegla okrog 7. ure popoldan. Na sestopu je Tullisova padla, in kljub temu, da je preživela, sta bila z Diembergerjom prisiljena prebivakirati na gori.
Na koncu so se vsi alpinisti vrnili v bazni tabor 4, kjer jih je pričakal Hannes Wieser, ki ni poskušal na vrh. Sedmerica je čakala da se neurje umiri a se je vreme le še slabšalo. Močno je padal sneg, veter je dosegal hitrost do 160 km/h, temperature so bile globoko pod ničlo. Brez hrane in plina za taljenje snega se jim je slabo pisalo. Človeško telo potrebuje na višini 8000 m okrog 6 litrov tekočine na dan, da se prepreči nevarno zgoščevanje krvi. Glede na to, da  je nasičenost zraka s kisikom na tej višini  le še 30% običajne, je riziko smrti zaradi hipoksije zelo velik. 
Tullisova je umrla v noči iz 6. na 7. avgust, najverjetneje zaradi višinske bolezni, kar je posledica pomanjkanja kisika med velikimi fizičnimi napori. Ostalih 6 članov ekipe je ostalo v baznem taboru še naslednje 3 dni, vendar so bili komaj še pri zavesti. 10. avgusta so padavine ponehale, temperature so padle, še naprej je pihal močan veter. Zelo izmučeni in dehidrirani alpinisti so se odločili, da poskusijo sestopiti, saj jim drugega ni preostalo.
Rouse je bil sicer pri zavesti, vendar nespopoben za spust, tako da so ga morali ostali alpinisti pustiti v šotoru, da so lahko poskusili rešiti vsaj svoja življenja. To je bila težka odločitev in še posebej najizkušenejši, Diemberger je bil zato večkrat hudo kritiziran. Imitzer in Wieser, ki sta zbolela še za  snežno slepoto, sta obnemogla le nekaj 100 metrov od baznega tabora ter umrla. Tudi Wolfovi, ki je sestopala zadnja, ni uspelo do naslednjega baznega tabora. Leto kasneje so jo našli ob fiksni vrv in tam so jo k zadnjemu počitku položili člani japonske odprave.
Bauer in Diemberger, dva preostala alpinista sta ugotovila da je bazni tabor 3 uničen, zato sta nadaljevala proti baznemu taboru 2, katerega sta dosegla zvečer 10. avgusta. Bauer je uspel do baznega tabora sam, medtem ko sta Diembergerju morala pomagati Jim Curran inčlani poljske odprave. Oba dva so s helikopterjem prepeljali na varno 16. avgusta. Oba sta utrpela izgube prstov zaradi ozeblin.